# Kevin Dineen
Kevin William Dineen, född 28 oktober 1963 i Québec City, Québec, är en kanadensisk ishockeytränare och före detta ishockeyforward. Han var huvudtränare för det amerikanska NHL-laget Florida Panthers mellan 2011 och 2013.
Kevin Dineen spelade i Hartford Whalers (1984-1991 och 1995-1997), Philadelphia Flyers (1991-1995), Carolina Hurricanes (1997-1999), Ottawa Senators (1999-2000) och Columbus Blue Jackets (2000-2002) i NHL och lyckades samla ihop 760 poäng (355 mål och 405 assist) samt 2 229 utvisningsminuter på 1 188 NHL-matcher.
Dineen blev tränare när han tog över Portland Pirates i AHL 2005. Dineen ledde laget i sex år med fem slutspel som resultat. 2011 blev han utvald att efterträda Peter DeBoer som tränare för Florida Panthers. Den 9 november 2013 blev det offentligt att Dineen fick sparken av Panthers efter en usel start på säsongen 2013–2014.

## Tränarkarriär
- Portland Pirates, AHL, Huvudtränare, 2005–2011
- Florida Panthers, NHL, Huvudtränare, 2011–2013